# گربه سیاه (کاباره)

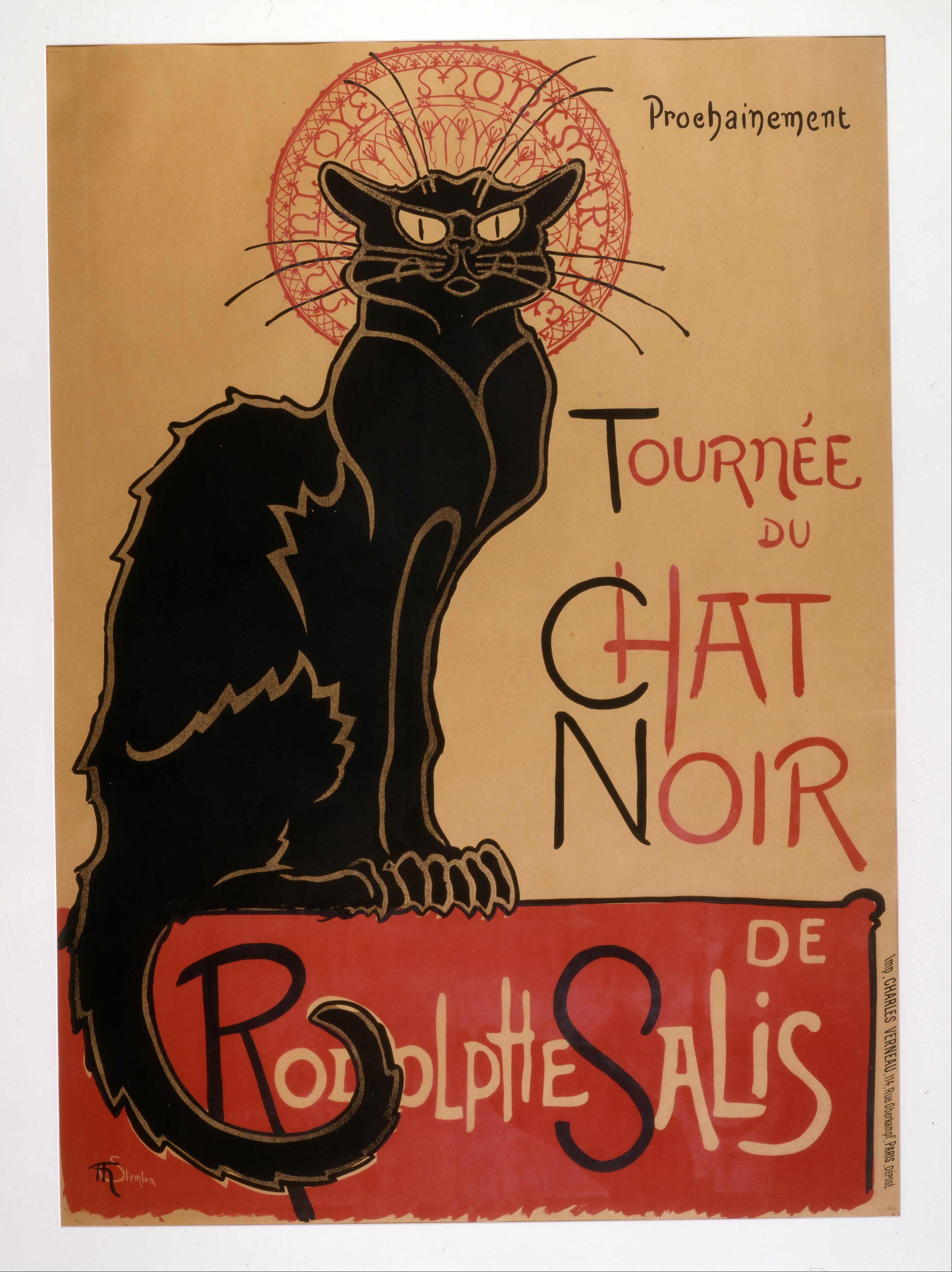
پوستر هنری تئوفیلن آلکساندر استنلن مربوط به کاباره گربه سیاه

گربه سیاه (انگلیسی: Le Chat Noir) یک کافه و کاباره (محل سرگرمی) در قرن نوزدهم در منطقه مون‌مارتر پاریس بود که اولین بار در تاریخ ۱۸ دسامبر سال ۱۸۸۱ به آدرس ۸۴ بلوار دو روشوار توسط مدیر اپرا رودولف سالیس افتتاح گردید، گربه سیاه در سال ۱۸۹۷ و در مدت زمان کوتاهی پس از مرگ سالیس بسته شد هر چند گفته شده که این اتفاق بیشتر به دلیل ناامیدی از توجه پیکاسو و دیگران که برای نمایشگاه سال ۱۹۰۰ به پاریس آمدند بوده
کاباره گربه سیاه تصور می‌شود اولین کاباره مدرن بوده، یک کلوپ شبانه که مراجعه‌کنندگان در آنجا به حل جدول و نوشیدن مشروبات الکلی می‌پرداختند در حالی که نمایش‌هایی هم بر روی استیج اجرا می‌گردید، در همان زمان کاباره گربه سیاه مقلدانی هم داشت همانند کافه سگ ولگرد در سن پترزبورگ
امروزه بیشتر به دلیل پوستر هنری تئوفیل استینلن مشهور و شناخته شده می‌باشد، در دوران اوج، این کافه یک کلوپ شبانه بسیار شلوغ بود که دارای بخشی مختص هنرمندان و بخشی دیگر سالن موسیقی و رقص بود، از سال ۱۸۹۲ تا سال ۱۸۹۵ یک مجله هفتگی با همین نام نیز منتشر گردید که شامل نوشتارهای ادبی، اخبار کاباره و مونتمارتر، شعر، طنز و سیاسی بود

## نگارخانه

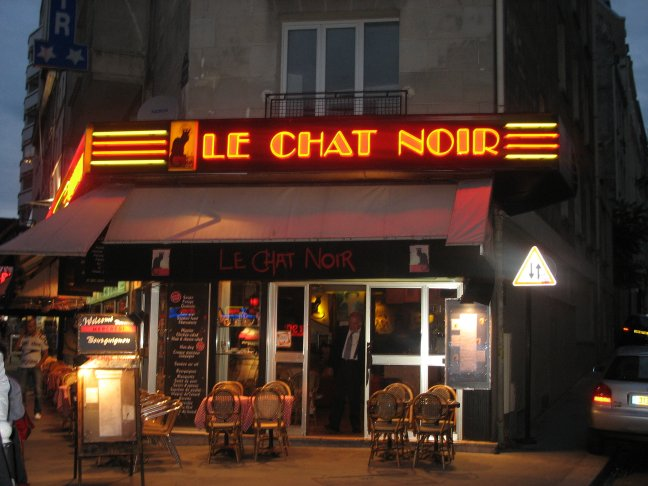
کاباره گربه سیاه در سال ۲۰۰۷
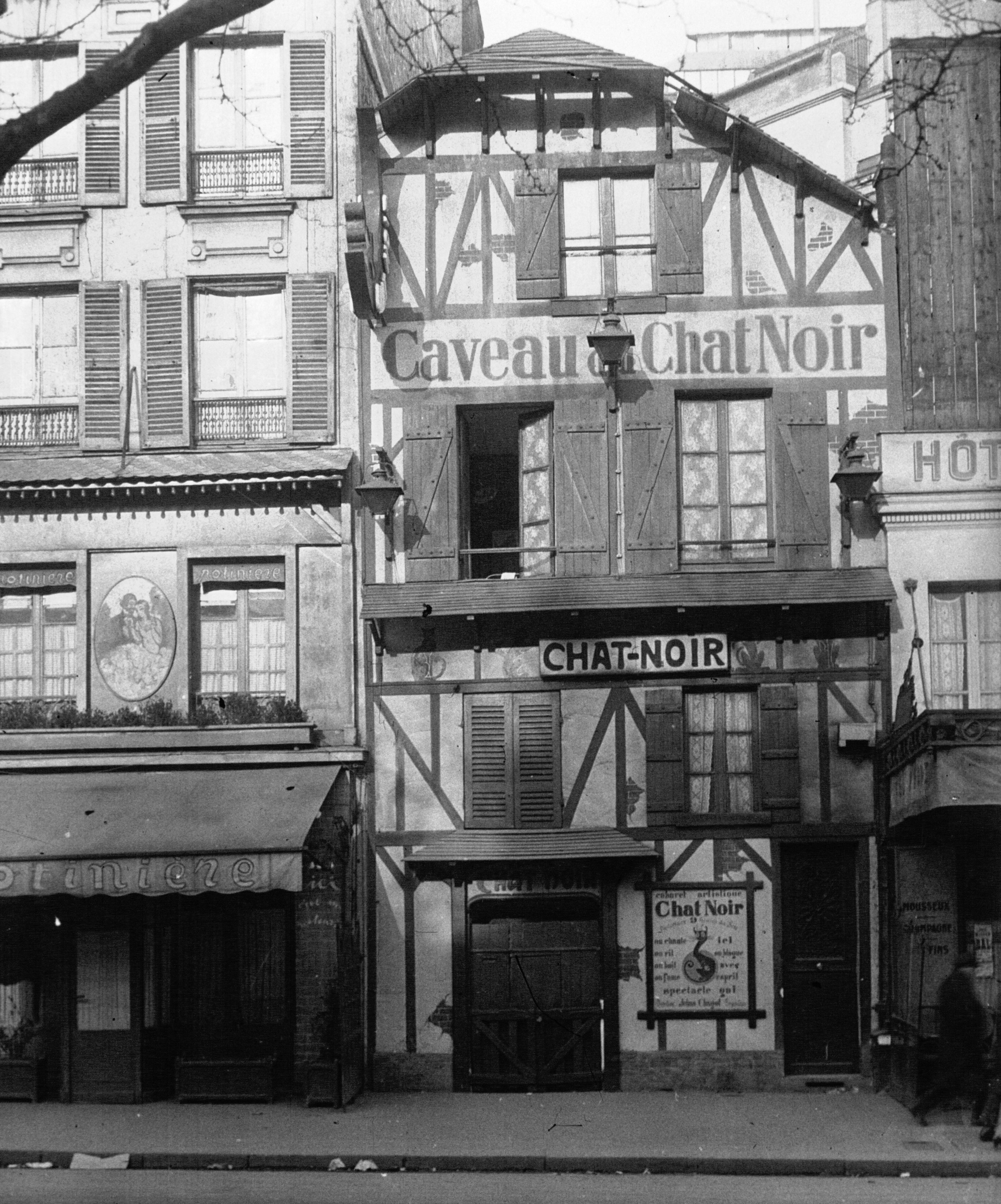
کاباره گربه سیاه در سال ۱۹۲۹
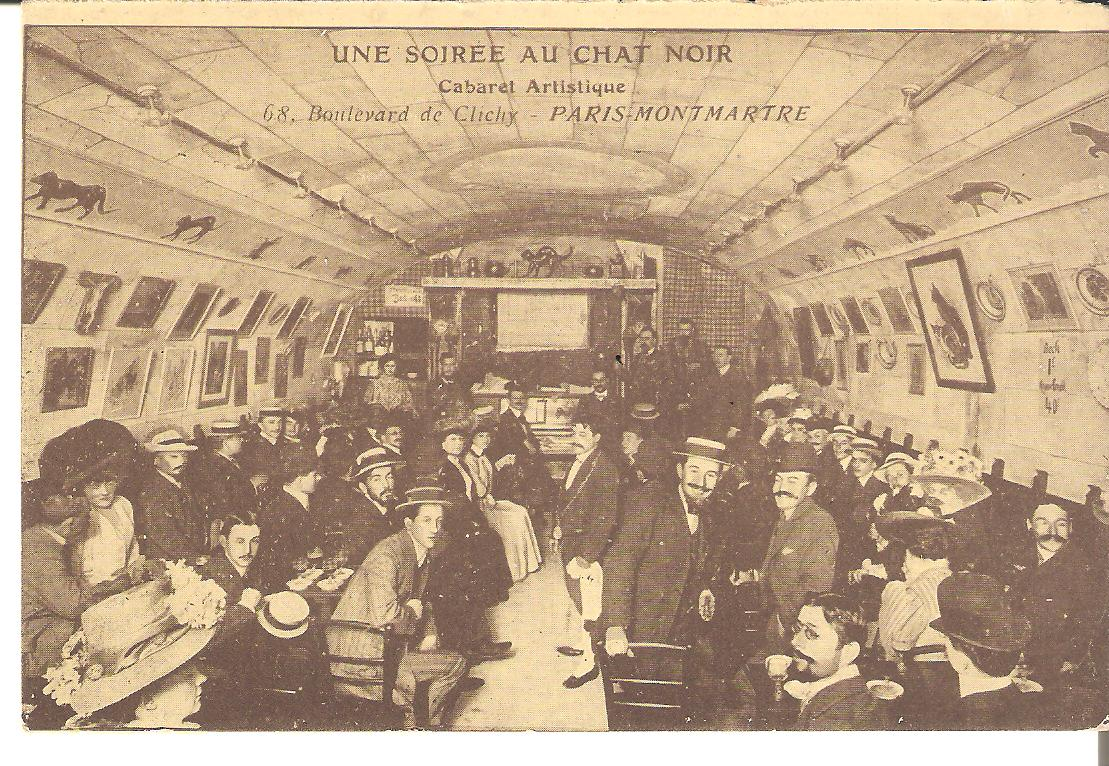
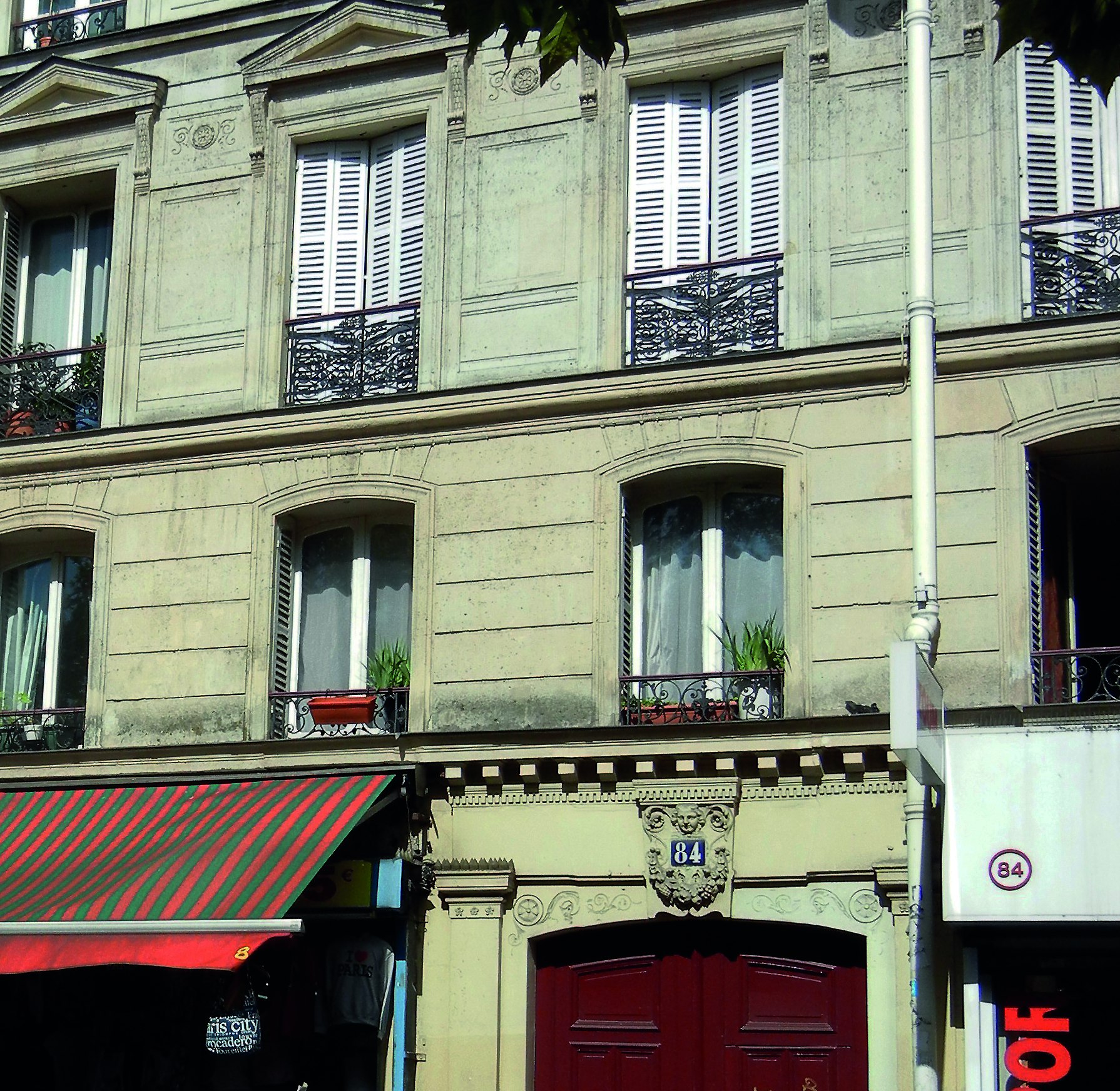
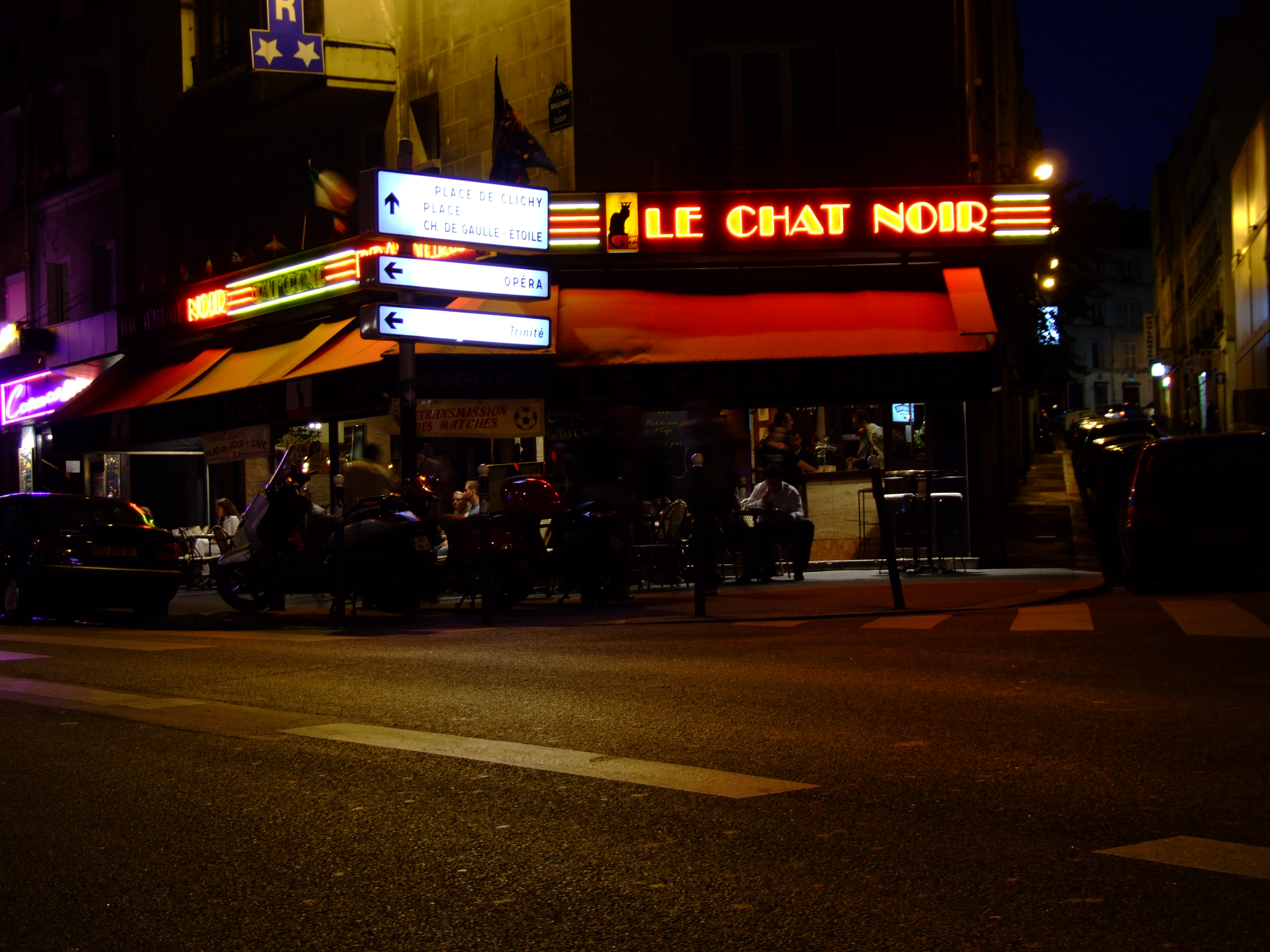
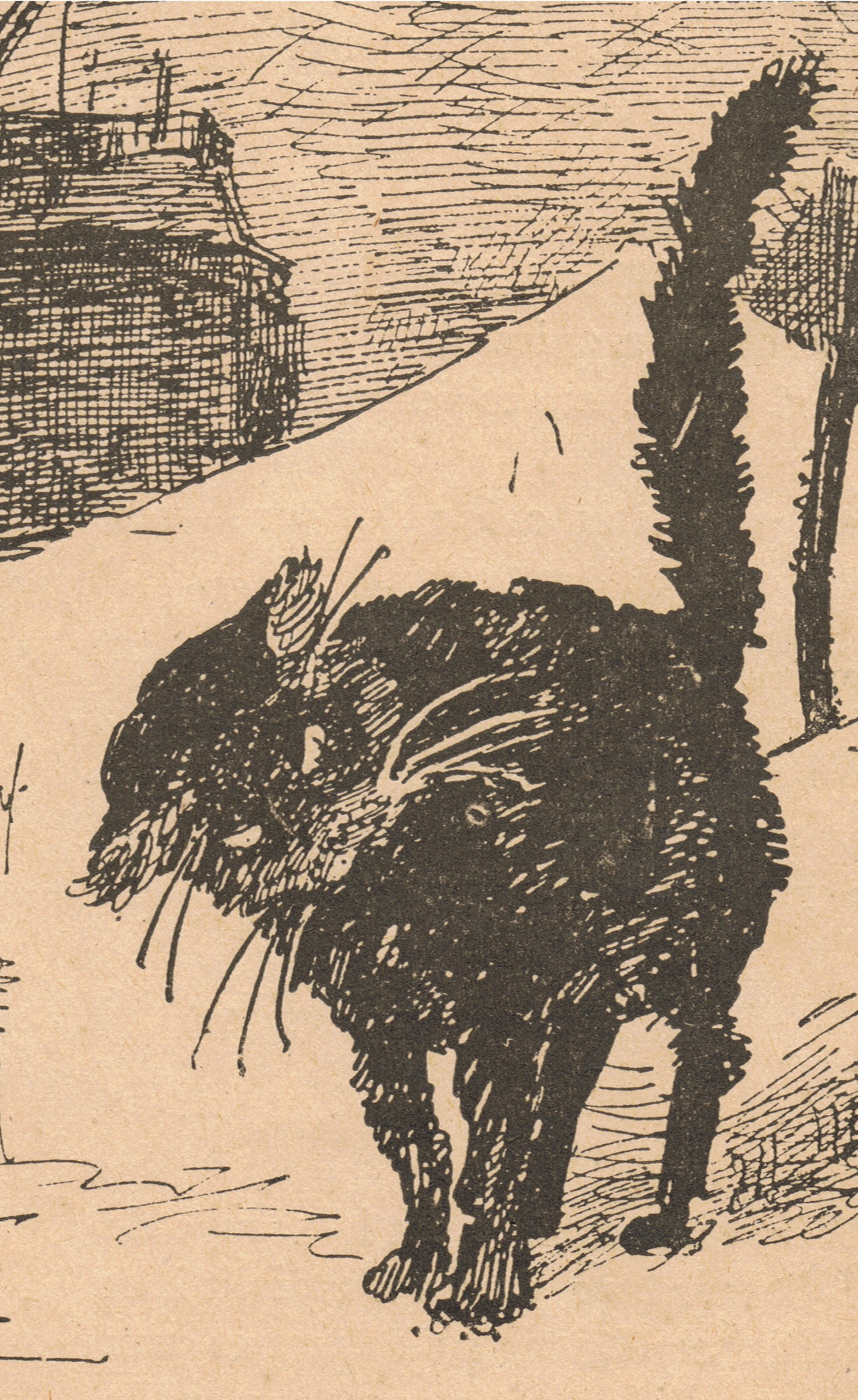
جزئیاتی از روزنامه گربه سیاه، شماره ۱۵۲ به سال ۱۸۸۴